# 12-Stunden-Rennen von Sebring 1962

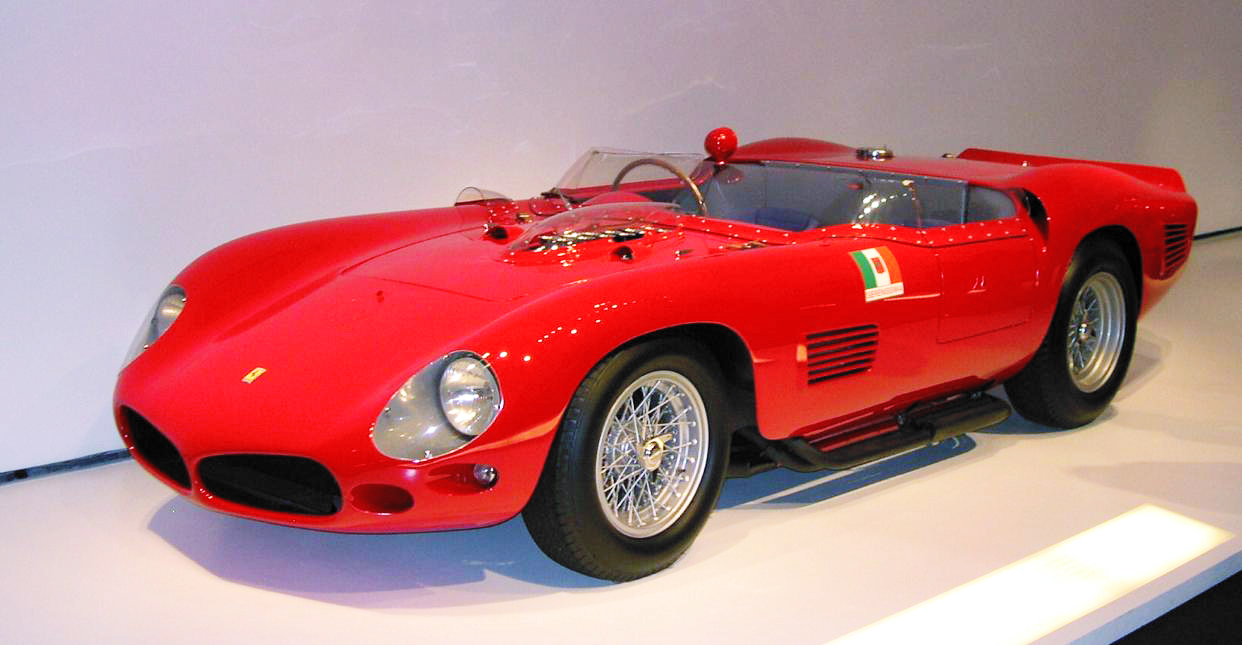
Ferrari 250TRI/61, Fahrgestellnummer 0792TR, Siegerwagen von Joakim Bonnier und Lucien Bianchi

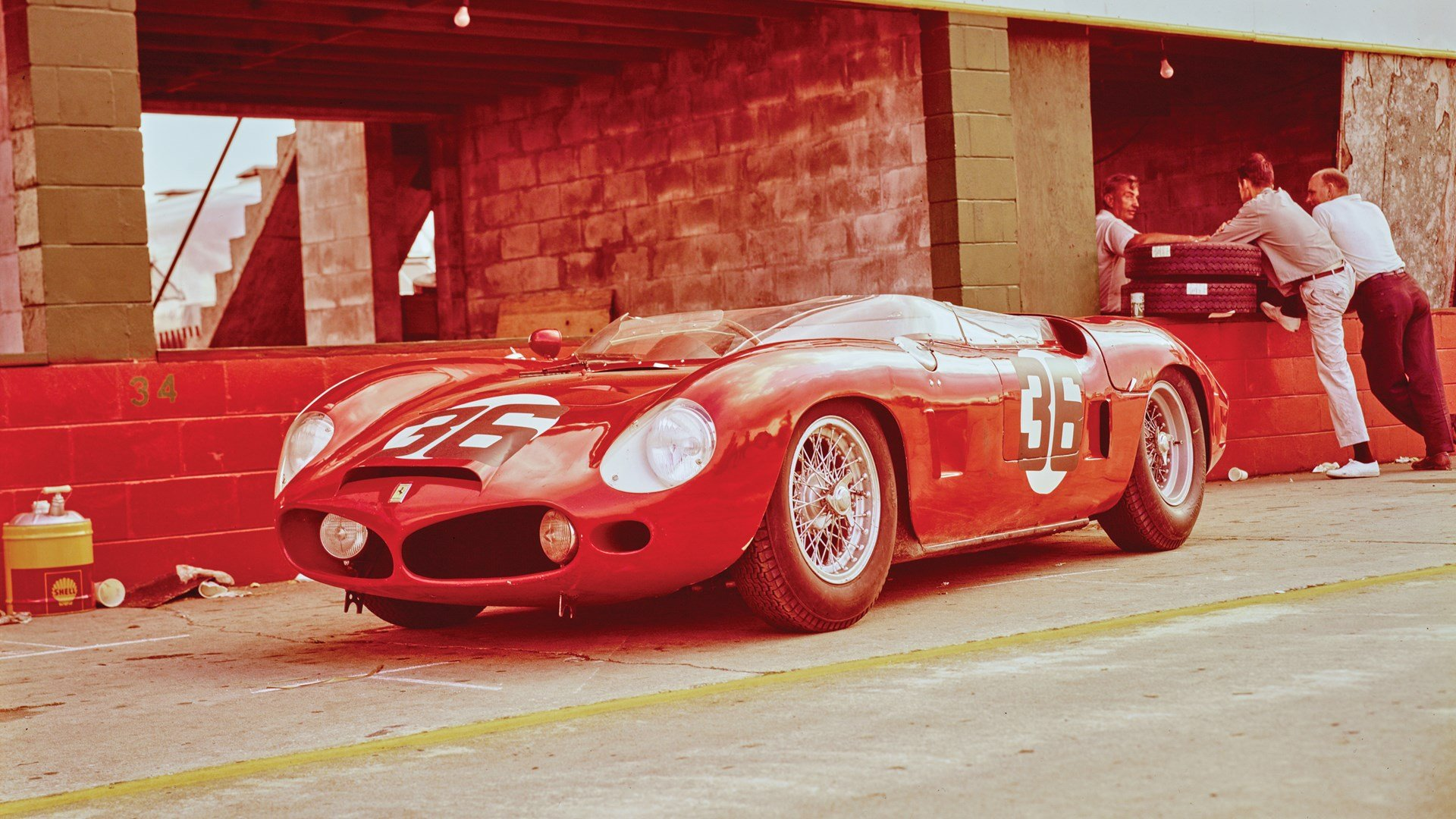
Der Ferrari Dino 248 SP von Peter Ryan und John Fulp in der 1962 noch immer provisorisch aussehenden Boxenanlage

Das elfte 12-Stunden-Rennen von Sebring, auch 12 Hours of Sebring, Sebring, fand am 24. März 1962 auf dem Sebring International Raceway statt und war der dritte Wertungslauf der Sportwagen-Weltmeisterschaft dieses Jahres.

## Das Rennen
1962 verdreifachte sich die Anzahl der Wertungsläufe, die zur Sportwagen-Weltmeisterschaft zählten. Waren es 1961 noch fünf Rennen, umfasste die nächste Saison 15. Vor dem 12-Stunden-Rennen waren bereits zwei Läufe gefahren worden, darunter eine zweite Veranstaltung in Sebring. Das 3-Stunden-Rennen von Daytona endete mit dem Erfolg von Dan Gurney im Lotus 19. Das darauf folgende 3-Stunden-Rennen von Sebring, das am Vortag des 12-Stunden-Rennens stattfand, gewann Bruce McLaren auf einem Fiat-Abarth 1000 Bialbero.
Vor dem Rennen wurde bekannt, dass Bill France senior, der Besitzer des Daytona International Speedway, dort ab 1964 einen weiteren Sportwagen-Weltmeisterschaftslauf veranstalten würde, aus dem ab 1966 ein 24-Stunden-Rennen wurde. Alec Ulmann, der Promoter und Veranstalter des Rennens in Sebring, hatte sich lange gegen ein zweites Langstreckenrennen in den Vereinigten Staaten gewehrt, musste den Einfluss und die Durchsetzungskraft von France im US-amerikanischen Motorsport letztlich aber hinnehmen. Bis in die Gegenwart löste das 24-Stunden-Rennen von Daytona bei den Zuschauern nicht annähernd dasselbe Interesse aus wie die Veranstaltung in Sebring. Während in Sebring oft mehr als 100.000 Renninteressierte vor Ort sind, besuchen meist nur ein paar Tausend Zuschauer das 167.785 Personen fassende Daytona Raceway zum dortigen Rennen.
Geprägt wurde das Rennen 1962 von zwei Ferrari 250TRI, der eine gemeldet vom North American Racing Team von Luigi Chinetti, der andere von der Scuderia SSS Republica di Venezia. Entschieden wurde das Rennen durch eine Disqualifikation. Innes Ireland, im North-America-250TRI mit Stirling Moss, John Fulp und Fernand Tavano unterwegs, wurde in seiner 79. Runde von Streckenposten mit der Schwarzen Flagge aus dem Rennen genommen. Zu diesem Zeitpunkt lag der Wagen mit einem Vorsprung von zwei Runden in Führung. Während Ireland von den Streckenposten wütend Auskunft über das Anhalten verlangte, entbrannte in der Box ein heftiger Streit zwischen Chinetti, Moss und der Rennleitung. Als Disqualifikationsgrund wurde illegales Nachtanken angegeben. Laut Reglement mussten die Fahrzeuge nach jeweils 20 gefahrenen Runden zum Nachtanken an die Box kommen. Nachdem Irelands Ferrari in seiner 78 Runde und damit zwei Runden zu früh nachgetankt wurde, kam es zur sofortigen Disqualifikation. Alle Proteste von Chinetti und seinen Fahrern halfen nichts. Damit war der Weg frei für Joakim Bonnier und Lucien Bianchi, die mit dem Rekordvorsprung von zehn Runden auf den Ferrari 250 GTO von Phil Hill und Olivier Gendebien das Rennen gewannen.

## Ergebnisse

### Schlussklassement
| 1               | S 3.0    | 23 | Scuderia SSS Republica di Venezia | Joakim Bonnier Lucien Bianchi                        | Ferrari 250TRI/61               | 206 |
| 2               | GT 3.0   | 23 | North American Racing Team        | Phil Hill Olivier Gendebien                          | Ferrari 250 GTO                 | 196 |
| 3               | S 1.6    | 59 | Porsche Imports                   | Bill Wuesthoff Frank Rand Bruce Jennings             | Porsche 718 RS 60               | 195 |
| 4               | GT 3.0   | 25 | North American Racing Team        | Fabrizio Serena di Lapigio Sterling Hamill           | Ferrari 250 GT SWB              | 190 |
| 5               | S 3.0    | 21 | Briggs Cunningham                 | Bruce McLaren Roger Penske                           | Cooper T57 Monaco               | 190 |
| 6               | P 4.0    | 10 | Chaparral Cars Inc.               | Hap Sharp Ronnie Hissom Chuck Daigh Jim Hall         | Chaparral 1                     | 189 |
| 7               | GT 1.6   | 48 | Porsche System Engineering        | Bob Holbert Dan Gurney                               | Porsche 356B Carrera Abarth GTL | 188 |
| 8               | GT 3.0   | 28 | Scuderia Bear                     | Ed Hugus George Reed                                 | Ferrari 250 GT SWB EXP          | 187 |
| 9               | GT 1.6   | 49 | Porsche System Engineering        | Edgar Barth Paul-Ernst Strähle                       | Porsche 356B Carrera Abarth GTL | 182 |
| 10              | S 1.15   | 76 | Abarth Corse                      | Alfonso Thiele Jean Guichet                          | Fiat-Abarth 850S                | 180 |
| 11              | GT 1.3   | 63 | Durant-Swanson                    | Art Swanson Ross Durant Bob Richardson               | Alfa Romeo Giulietta SV         | 178 |
| 12              | GT 1.3   | 60 | Scuderia Ambrosiana               | Massimo Leto di Priolo Carlo Facetti                 | Alfa Romeo Giulietta SV         | 178 |
| 13              | S 3.0    | 36 | North American Racing Team        | Peter Ryan John Fulp                                 | Ferrari Dino 248 SP             | 176 |
| 14              | GT 4.0   | 14 | Briggs Cunningham                 | Briggs Cunningham John Fitch                         | Jaguar E-Type                   | 176 |
| 15              | GT 1.6   | 41 | Rootes Motors                     | Peter Procter Peter Harper                           | Sunbeam Alpine                  | 173 |
| 16              | GT 1.6   | 52 | Ecurie Safety Fast                | Jack Sears Andrew Hedges                             | MGA                             | 172 |
| 17              | GT 1.6   | 51 | Ecurie Safety Fast                | Jim Parkinson Jack Flaherty                          | MGA                             | 171 |
| 18              | GT + 4.0 | 2  | Grady Davis                       | Duncan Black Malcolm Wyllie                          | Chevrolet Corvette              | 171 |
| 19              | GT + 4.0 | 1  | Grady Davis                       | Donald Yenko Ed Lowther                              | Chevrolet Corvette              | 169 |
| 20              | GT 1.6   | 53 | Ecurie Safety Fast                | John Whitmore Bob Olthoff Frank Morrill              | MGA                             | 169 |
| 21              | GT + 4.0 | 4  | Johnson Chevrolet                 | Delmo Johnson Dave Morgan                            | Chevrolet Corvette              | 169 |
| 22              | GT 1.3   | 61 | Scuderia Ambrosiana               | Harry Theodoracopulos Giancarlo Sala                 | Alfa Romeo Giulietta SV         | 168 |
| 23              | S 850    | 79 | Automobili Osca                   | John Gordon John Bentley                             | Osca S750                       | 167 |
| 24              | GT 1.6   | 83 | Brumos Porsche                    | Pat Corrigan Lin Coleman                             | Porsche 356B 1600               | 165 |
| 25              | GT 1.6   | 55 | TVR Cars                          | Mark Donohue Jay Signore                             | TVR Grantura                    | 163 |
| 26              | S 1.6    | 46 | Eglinton Cal. Motors              | Ludwig Heimrath senior Jerry Palivka                 | Porsche 718 RSK                 | 158 |
| 27              | S 850    | 80 | Fran-Am Racing Team               | Howard Hanna Richard Toland                          | DB HBR5                         | 158 |
| 28              | S 850    | 81 | Fran-Am Racing Team               | Frank Manley Tom Newcomer                            | DB HBR5                         | 157 |
| 29              | GT 1.3   | 68 | Duchess Auto                      | Newton Davis Peter Pulver                            | Lotus Elite                     | 155 |
| 30              | GT 3.0   | 37 | George Waltmann                   | George Waltmann                                      | Triumph TR4                     | 154 |
| 31              | GT + 4.0 | 7  | Fuller Murry Race Cars            | Bill Fuller Harry Washburn                           | Chevrolet Corvette              | 153 |
| 32              | GT 1.6   | 43 | Rootes Motors                     | Joe Sheppard Tom Payne Lew Spencer                   | Sunbeam Alpine                  | 151 |
| 33              | GT 1.6   | 44 | Rootes Motors                     | Filippo Theodoli Freddie Barrette                    | Sunbeam Alpine                  | 150 |
| 34              | GT 1.6   | 44 | North American Racing Team        | Charlie Hayes Carl Haas Chuck Dietrich               | Ferrari 250 GT SWB              | 147 |
| 35              | GT 2.0   | 39 | Alton Rodgers                     | Alton Rodgers James Bailey                           | Morgan Plus 4SS                 | 143 |
| 36              | P 4.0    | 9  | Holman Moody                      | Marvin Panch Jocko Maggiacomo                        | Ford Falcon Challenger          | 107 |
| 37              | GT 1.3   | 62 | Martini-Rossi Racing              | Paul Richards Charlie Kolb                           | Alfa Romeo Giulietta SZ         | 101 |
| Disqualifiziert |          |    |                                   |                                                      |                                 |     |
| 38              | S 3.0    | 26 | North American Racing Team        | Innes Ireland Stirling Moss John Fulp Fernand Tavano | Ferrari 250 TRI/61              | 128 |
| Ausgefallen     |          |    |                                   |                                                      |                                 |     |
| 39              | S 3.0    | 35 | North American Racing Team        | Bob Grossman Alan Connell                            | Ferrari Dino 246S               | 168 |
| 40              | GT + 4.0 | 5  | Don Campbell                      | Pat Pigott Jerry Grant                               | Chevrolet Corvette              | 148 |
| 41              | P 4.0    | 11 | Chaparral Cars Inc.               | Jim Hall Chuck Daigh                                 | Chaparral 1                     | 127 |
| 42              | GT 3.0   | 22 | Scuderia SSS Republica di Venezia | Fernand Tavano Colin Davis                           | Ferrari 250 GT SWB Breadvan     | 119 |
| 43              | S 1.15   | 73 | Elva Cars Ltd.                    | Art Tweedale Ben Warren Alan Ross                    | Elva Mk.VI                      | 114 |
| 44              | S 1.6    | 45 | Rennod Race Cars                  | Bob Donner Don Sesslar                               | Porsche 718 RSK                 | 108 |
| 45              | S 3.0    | 34 | North American Racing Team        | Pedro Rodríguez Ricardo Rodríguez                    | Ferrari Dino 246SP              | 97  |
| 46              | GT 1.3   | 65 | Jake Kaplan                       | Charlie Rainville Walter Ballard                     | Alfa Romeo Giulietta SV         | 96  |
| 47              | S 1.15   | 72 | Donald Healey Motor Co.           | Steve McQueen John Colgate                           | Austin-Healey Sebring Sprite    | 71  |
| 48              | GT + 4.0 | 3  | Red Vogt                          | Johnny Allen George Robertson                        | Chevrolet Corvette              | 59  |
| 49              | GT 1.3   | 69 | Don Hulette                       | Don Hulette Burk Wiedner                             | Lotus Elite                     | 59  |
| 50              | GT 1.6   | 56 | TVR Cars Ltd.                     | Ray Cuomo Fred Darling Jack Jacobs                   | TVR Grantura                    | 56  |
| 51              | GT 2.0   | 40 | Richard Kingham                   | Dave Kingham Bob Kingham                             | AC Ace                          | 52  |
| 52              | GT 1.6   | 47 | Elva Cars Ltd.                    | Everett Smith Harold Whims                           | Elva Courier                    | 46  |
| 53              | S 3.0    | 33 | Enus Wilson                       | Enus Wilson Ernest Grimm                             | Maserati Tipo 61                | 45  |
| 54              | S 3.0    | 20 | John Bunch                        | George Constantine Gaston Andrey                     | Ferrari 250TR59/60              | 40  |
| 55              | S 1.15   | 74 | Elva Cars Ltd.                    | Victor Merino Rafael Rosales                         | Elva Mk.VI                      | 37  |
| 56              | GT + 4.0 | 6  | Ronnie Kaplan                     | Rodger Ward Bob Johnson                              | Chevrolet Corvette              | 34  |
| 57              | GT 1.6   | 58 | North American Racing Team        | Spencer Lichtie Robert Publicker                     | Osca 1600GT                     | 33  |
| 58              | S 3.0    | 32 | Briggs Cunningham                 | Walt Hansgen Dick Thompson                           | Maserati Tipo 64                | 30  |
| 59              | GT 1.6   | 42 | Rootes Motors                     | Ken Miles Lew Spencer                                | Sunbeam Alpine                  | 25  |
| 60              | GT 1.6   | 54 | TVR Cars Ltd.                     | Peter Bolton Mike Rothschild                         | TVR Grantura                    | 23  |
| 61              | P 4.0    | 15 | Scuderia Light Blue               | John Todd Webster Todd                               | Warwick Special GT              | 20  |
| 62              | S 3.0    | 30 | Scuderia SSS Republica di Venezia | Nino Vaccarella Carlo-Maria Abate                    | Maserati Tipo 64                | 16  |
| 63              | S 1.15   | 75 | Oliver Schmidt                    | Kurt Gorstead Oliver Schmidt                         | De Tomaso                       | 16  |
| 64              | S 1.15   | 77 | North American Racing Team        | Denise McCluggage Allen Eager                        | Osca S1000                      | 10  |
| 65              | S 1.6    | 50 | Continental Motors                | Chuck Cassel David Lane                              | Porsche 356B 1600               | 4   |
| Nicht gestartet |          |    |                                   |                                                      |                                 |     |
| 66              | S 3.0    | 31 | Sorocaima                         | Guido Lollobrigida Pilade Ronchieri                  | Maserati 200SI                  | 1   |
| 67              | GT 3.0   | 38 | James Binford                     | James Binford Howard Cole                            | Triumph TR4                     | 2   |
| 68              | GT 1.6   | 57 | Paul Lund                         | Paul Lund Jack Walsh                                 | Porsche 356B 1600               | 3   |
| 69              | GT 1.3   | 66 | Lotus                             | Tim Mayer Millard Ripley                             | Lotus Elite                     | 4   |
| 70              | S 1.15   | 71 | Lotus                             | Sy Kaback Harvey Snow Tim Mayer                      | Lotus 23                        | 5   |
| 71              | S 850    | 78 | Merrimac Racing                   | Mac Knight Burrel Becanson                           | Osca S850                       | 6   |

1 nicht gestartet
2 Reserve
3 Reserve
4 nicht gestartet
5 zu spät zum Start erschienen
6 Reserve

### Nur in der Meldeliste
Hier finden sich Teams, Fahrer und Fahrzeuge, die ursprünglich für das Rennen gemeldet waren, aber aus den unterschiedlichsten Gründen daran nicht teilnahmen.
| Pos. | Klasse   | Nr. | Team              | Fahrer                                   | Chassis              |
| ---- | -------- | --- | ----------------- | ---------------------------------------- | -------------------- |
| 72   | GT       |     | Frank Nichels     | A. J. Foyt                               | Pontiac Tempest      |
| 73   | P 4.0    |     | Briggs Cunningham | John Fitch Peter Ryan Briggs Cunningham  | Cooper T57 Monaco    |
| 74   | GT       |     |                   | Ada Pace Nino Todaro                     | Maserati             |
| 75   | GT       |     | Frank Nichels     | Duncan Black Bob Moute                   | Pontiac Tempest      |
| 76   | GT       |     | Frank Nichels     | Paul Goldsmith                           | Pontiac Tempest      |
| 77   | GT 1.3   |     | Roda Racing       | Fred Van Beuren Hector Rebaque senior    | Alfa Romeo Giulietta |
| 78   | GT       |     | Frank Nichels     | Pierre Mion                              | Pontiac Tempes       |
| 79   | GT + 4.0 | 8   | John Mecom        | Rob Schroeder                            | Chevrolet Corvette   |
| 80   | GT 3.0   | 29  | RRR Motors        | Chuck Dietrich John Baxter Charlie Hayes | Ferrari 250 GTE      |
| 81   | GT 1.3   | 67  | Lotus             |                                          | Lotus Elite          |
| 82   | S 1.15   | 70  | Lotus             | R. J. Henry Ernie Harris Bill Stone      | Lotus 23             |
| 83   | S 1.15   | 70  | Frank Mabry       | Frank Mabry                              | Austin-Healey Sprite |

### Klassensieger
| Klasse   | Fahrer            | Fahrer            | Fahrer         | Fahrzeug                        | Platzierung im Gesamtklassement |
| -------- | ----------------- | ----------------- | -------------- | ------------------------------- | ------------------------------- |
| P 4.0    | Hap Sharp         | Ronnie Hissom     | Chuck Daigh    | Chaparral 1                     | Rang 6                          |
| S 3.0    | Joakim Bonnier    | Lucien Bianchi    |                | Ferrari 250TRI/61               | Gesamtsieg                      |
| S 1.6    | Bill Wuesthoff    | Frank Rand        | Bruce Jennings | Porsche 718 RS 60               | Rang 3                          |
| S 1.15   | Alfonso Thiele    | Jean Guichet      |                | Fiat-Abarth 850S                | Rang 10                         |
| S 850    | John Gordon       | John Bentley      |                | Osca S750                       | Rang 23                         |
| GT + 4.0 | Duncan Black      | Malcolm Wyllie    |                | Chevrolet Corvette              | Rang 18                         |
| GT 4.0   | Briggs Cunningham | John Fitch        |                | Jaguar E-Type                   | Rang 14                         |
| GT 3.0   | Phil Hill         | Olivier Gendebien |                | Ferrari 250 GTO                 | Rang 2                          |
| GT 1.6   | Bob Holbert       | Dan Gurney        |                | Porsche 356B Carrera Abarth GTL | Rang 7                          |
| GT 1.3   | Art Swanson       | Ross Durant       | Bob Richardson | Alfa Romeo Giulietta SV         | Rang 11                         |

### Renndaten
- Gemeldet: 83
- Gestartet: 65
- Gewertet: 37
- Rennklassen: 10
- Zuschauer: unbekannt
- Wetter am Renntag: warm und bewölkt
- Streckenlänge: 8,369 km
- Fahrzeit des Siegerteams: 12:01:59,400 Stunden
- Gesamtrunden des Siegerteams: 206
- Gesamtdistanz des Siegerteams: 1723,929 km
- Siegerschnitt: 143,265 km/h
- Pole Position: Phil Hill – Ferrari 250 GTO (#24)
- Schnellste Rennrunde: Pedro Rodríguez – Ferrari Dino 246SP (#34) – 3:12,400 = 156,584 km/h
- Rennserie: 3. Lauf zur Sportwagen-Weltmeisterschaft 1962